# Somerset Rebels
Somerset Rebels – angielski klub żużlowy z siedzibą w Highbridge w hrabstwie Somerset. Założony w r. 2000, występuje w Speedway Premier League, drugiej klasie rozrywkowej w Anglii. Macierzystym torem klubu jest Oak Tree Arena w Highbridge.